# Orpe
Die Orpe ist ein 19,1 km langer, südlicher und orographisch rechter Zufluss der Diemel im Hochsauerlandkreis in Nordrhein-Westfalen und im Landkreis Waldeck-Frankenberg in Hessen (Deutschland).

## Name
Im Jahr 1344 wurde das Gewässer als Urppe erstmals schriftlich erwähnt. Die Orpe hieß vermutlich im Altsächsischen *Ūrapa, eine Zusammensetzung aus der Endung -apa und germanisch *ūra „Feuchtigkeit“.

## Geographie

### Verlauf
Die Orpe entfließt im westfälischen Sauerland aus mindestens zwei Quellen:
- Die erste Quelle der Orpe ist laut Deutscher Grundkarte rund 190 m von der Grenze zum Landkreis Waldeck-Frankenberg und damit zu Nordhessen entfernt. Sie befindet sich an der Nordabdachung der Waldecker Tafel etwa 1,4 km südöstlich des südöstlichen Marsberger Stadtteils Canstein in einem waldreichen Tal rund 700 m nördlich der unbewaldeten Massenhauser Höhe (432,5 m ü. NHN) auf etwa 365 m Höhe. Von dort an sind in vorgenannter Karte die 19,1 km Flusslänge gemessen.
- Die zweite Quelle der Orpe, die Orpequelle, befindet sich etwas unterhalb Cansteins an der Sambtmühle, die in/an einem Teich inmitten von Fischteichen steht (Schüttung: 300 Liter Wasser pro Sekunde).
- Eine weitere Quelle, Güthing genannt, die auch als Ursprung der Kleppe beschrieben wird, befindet sich ebenfalls unterhalb Cansteins und noch etwas oberhalb vorgenannter „Orpequelle“ bei den Ruinen der „Mühle am Güthing“.

Von ihrer am weitesten entfernten Quelle, jener nahe der Massenhauser Höhe, fließt die Orpe in überwiegend nördlicher Richtung durch die hauptsächlich landwirtschaftlich genutzte Hügellandschaft des Roten Lands (hessisch-westfälische Hochfläche östlich und südlich von Marsberg). Nach Verlassen des ersten Waldgebiets verläuft der Bach in Richtung Canstein, an dessen Südrand das Schloss Canstein steht. Vor dem Dorf speist er zwei Teiche, um direkt danach östlich vorbei an einem Sportplatz zu fließen und die Ortschaft östlich zu passieren, wobei sich östlich des Flusslaufs das „Kulturdenkmal ehemalige Burg Schwedenschanze“ befindet. Unterhalb Cansteins, wo sich die zuvor genannten Quellen Orpequelle und Güthing befinden, mündet die aus Richtung Südwesten kommende Kleppe ein, die bis zu dieser Stelle mit 7,6 km Gesamtlänge wesentlich länger ist als der 2 km lange, aus Richtung Massenhauser Höhe kommende Orpeoberlauf.
Etwas weiter flussabwärts speist die Orpe zahlreiche Teiche an der Udorfer Mühle, um danach etwa entlang dem östlichen Ortsrand des südöstlichen Marsberger Stadtteils Udorf zu verlaufen. Anschließend kreuzt ihr Wasser die Landesgrenze zu Hessen, so dass das Fließgewässer durch den Nordteil vom Landkreis Waldeck-Frankenberg fließt.
In diesem nordhessischen Landkreis passiert die Orpe die direkt östlich von Kohlgrund stehende Schlagmühle und dann Eilhausen, die beide Stadtteile von Bad Arolsen sind. Etwas weiter nördlich fließt sie östlich an Neudorf vorbei, einem Stadtteil von Diemelstadt, wonach sie das maximal 100 m tief eingeschnittene und von waldreichen Bergen gesäumte Orpetal durchfließt. In diesem Tal verläuft die Orpe vorbei an den Bauwerken Denkelhof und Rothshammer. Sie erreicht den Diemelstädter Stadtteil Orpethal, wonach sie den Piggenhammer passiert.
Nach Kreuzen der Bundesautobahn 44 fließt die Orpe kanalartig geleitet durch Wrexen, einem Stadtteil von Diemelstadt, um direkt unterhalb der Ortschaft auf etwa 196 m ü. NHN in die von Westen kommende Diemel zu münden. Somit ergeben sich insgesamt rund 169 m Höhenunterschied.
In Nordrhein-Westfalen liegt der Lauf der Orpe in den Landschaftsschutzgebieten Oberes Orpetal und Unteres Orpetal.

### Einzugsgebiet und Zuflüsse
Zu den Zuflüssen der Orpe, deren Einzugsgebiet 97,98 km² umfasst, gehören inklusive jeweiliger orografischer Zuordnung (l = linksseitig; r = rechtsseitig) sowie – wenn bekannt – Angabe der Länge in Kilometern (km) und Einzugsgebietsgröße in Quadratkilometern (km) mit Mündungsgebiet (flussabwärts betrachtet):
- Kleppe (l; 7,6 km; 25,87 km²; unterhalb von Canstein)
- Schleiderbicke (r; 2,9 km; bei Udorf)
- Hesselbecke (l; 1,5 km; unterhalb von Udorf)
- Hasselbicke (l; 3,1 km; bei Eilhausen)
- Heekerbicke (l; 2,9 km; bei Neudorf)
- Ünkenbicke (r; 2,4 km; unterhalb von Neudorf)
- Göttengrund (l; 1,6 km; unterhalb von Neudorf)
- Krummbicke (l; 1,8 km; bei Rotshammer, oberhalb von Orpethal)
- Laubach (r; 7,8 km; 17,7 km²; in Wrexen)

## Wasserwirtschaft
Die Wasserkraft der Orpe wurde schon im Mittelalter an etwa 15 Hämmer- und Wassermühlenstandorten genutzt. Schon damals wurde der Orpe in Wrexen über einen Mühlengraben Diemelwasser zugeführt und dieser verlängerte Mühlengraben als Orpe durch Wrexen geleitet, wo etwa acht weitere Hämmer und Mühlen betrieben wurden. Bevor diese kanalartige Verlängerung errichtet wurde, befand sich die Mündung der Orpe in die Diemel westlich bzw. oberhalb von Wrexen.

## Trivia
Die Orpe mit ihrem düsteren Wasser sowie die Diemel finden ausführliche literarische Erwähnung in John von Düffels Roman Vom Wasser (1998).